# 高邑县
高邑县是中国河北省石家庄市所辖的一个县。古城高邑，又称凤城，汉光武帝刘秀登基之地。
著名景点有凤城广场、凤北公园、天主堂、高邑西站，縣人民政府駐劉秀路151號。

## 行政区划
高邑县下辖4个镇、1个乡：
高邑镇、大营镇、富村镇、万城镇和中韩镇。

## 人口
根据高邑县第七次全国人口普查结果，现将2020年11月1日零时全县人口的基本情况公布如下：
全县常住人口为178368人，与2010年第六次全国人口普查的186478人相比减少8110人，减少4.35%，年平均减少率为0.44%。全县常住人口占全市总人口的比重为1.59%，同2010年第六次全国人口普查的1.83%相比，下降了0.24个百分点。

## 交通
- 107国道、 339国道过境。

## 名人
- 赵南星
- 李同轨
- 李义深
- 李游道
- 李标